# Federazione italiana tradizioni popolari
La Federazione italiana tradizioni popolari (FITP) è un ente a finalità assistenziali, ai sensi del decreto n.10.1507-12000A(74) del Ministero dell'Interno ed è stata inserita nella tabella del Ministero per i Beni e le Attività Culturali ai sensi della legge 2.4.1980 n.123 D.P.R. del 6.11.1984.

## Finalità
La FITP è nata nel 1957 ed opera nell'ambito della cultura popolare italiana.
Attraverso le sue attività artistiche e di ricerca valorizza, promuove e tutela il folclore italiano proponendolo, in quanto considerato strumento culturale autentico, sia nella comunità nazionale che in quella europea e mondiale.

## Affiliati
I sodalizi affiliati, sorretti dall'apporto di una consulta scientifica composta da docenti universitari, presentano riproposte sceniche di danze, musiche e canti rieditati dopo la ricerca e lo studio delle fonti originali tradizionali.

## Promozioni e produzioni
La FITP organizza annualmente varie manifestazioni di livello nazionale tra le quali si può ricordare:
- Italia e Regioni
- Il fanciullo e il folklore
- Il folklore per la vita
- La rassegna del documento etnografico
- La rassegna gastronomica nazionale
- stage di danza folklorica.

La  FITP pubblica:
- una rivista scientifica
- un calendario per la valorizzazione degli abiti tradizionali
- un notiziario
- vari testi di valore culturale e divulgativi
- La FITP  ha pubblicato (2011) l'Annuario Il Folklore d'Italia - Guida dei Gruppi Folklorici Italiani una guida, per gli interessati, al variegato e vasto mondo del folclore italiano.

La FITP collabora con i gruppi floklorici affiliati, per l'organizzazione di sagre, scambi culturali e festival nazionali ed internazionali.

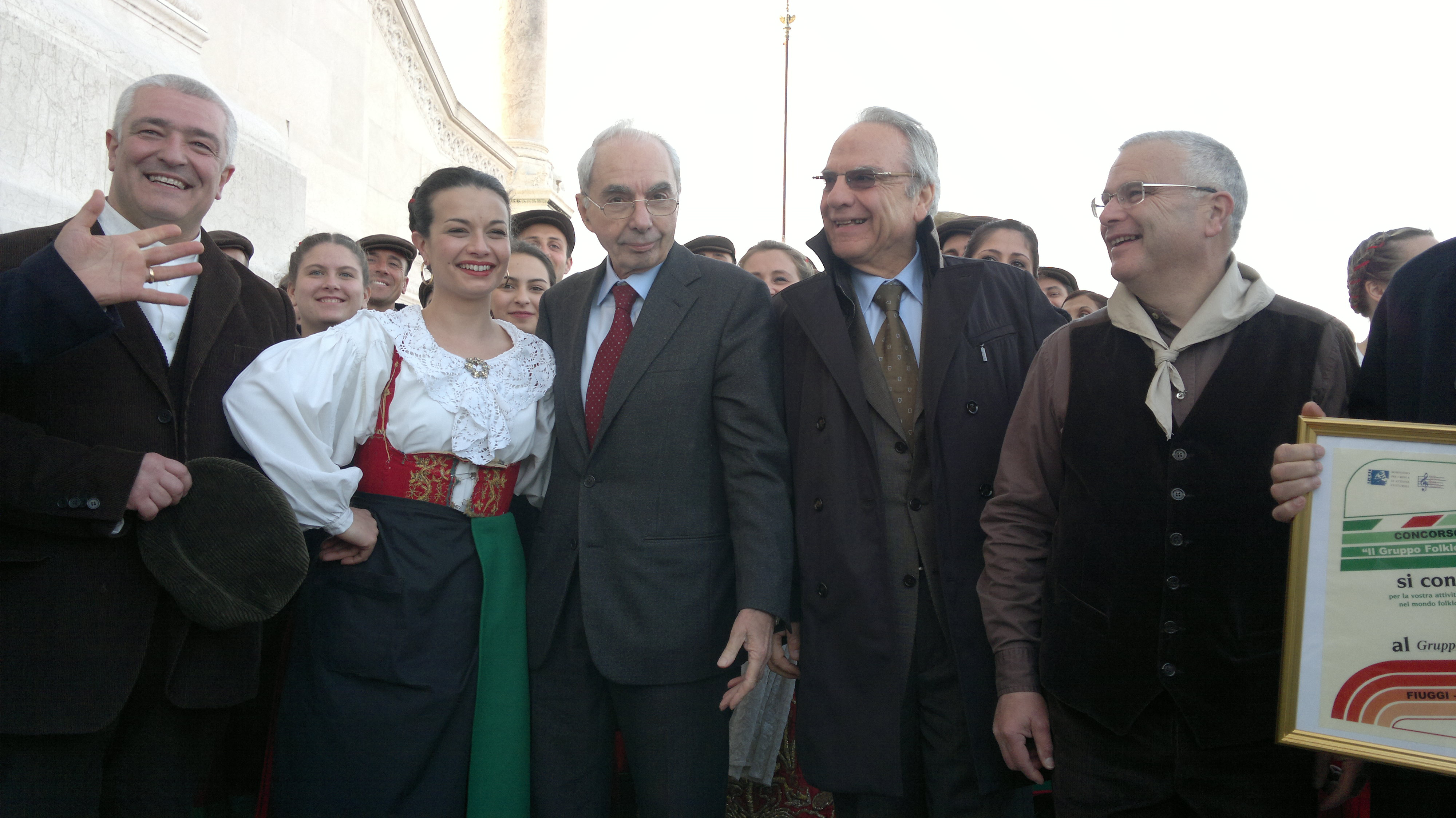
Il gruppo folclorico “Pro Loco del Pollino” di Castrovillari (Cosenza) al Vittoriano di Roma viene premiato da Giuliano Amato con un attestato ad honorem quale vincitore per la relativa categoria del Concorso nazionale per i 150 anni dell'Unità d'Italia. 17 marzo 2012.

## Adesioni
La Federazione italiana tradizioni popolari  è:
- membro fondatore della Union International des Federations des Groupes Folklorique (IGF) ente rappresentativo di tutte le federazioni, europee ed extra europee, con sede a Nizza;
- membro effettivo presso l'Organizzazione internazionale delle arti popolari (IOV) con sede a Vienna (IOV-Italia);
- membro del International Dance Center  (CID) con sede a Parigi;
- aderente all'European Folk Culture Organization (EFCO).